# クーリングブレイク
クーリングブレイク（クーリングタイム、給水タイムともいう）とは、スポーツの競技会、特に屋外の日中に行われる大会において、一定の気温に達している場合に審判の判断で設けられる給水時間。

## 解説
元々はサッカー用語で、国際サッカー連盟（FIFA）の基準では気温が摂氏32度に達すると、審判の判断で前半30分及び後半30分の前後にクーリングブレイクとして3分間の給水時間を設けることができる。
類似例として「ドリンクスブレイク（ドリンクスタイム、飲水タイムとも）」というものがあり、日本サッカー協会が、U-18以下のユース世代の試合で、熱中症対策やより良いコンディションで開催させるために水分補給が必要であるとして、1分間程度、スポーツドリンクや水道水・ミネラル水などを各自飲むようにする時間が設けられた。U-12以下の幼児・小学生世代においては、25℃以上であればドリンクスブレイクかクーリングブレイクのいづれかを、28℃以上ではクーリングブレイクを必ず行うことを義務付けており、それに該当する場合、大会の運営側から出場するチーム・選手に対して、給水・飲水タイムの対応について説明を行う。また、Jリーグの試合でも行われている
他競技の例では、全国高等学校野球選手権大会（於・阪神甲子園球場）では、2018年・第100回大会で「大会本部の判断により、熱中症・暑熱対策のための休憩時間をとることができる」として給水タイムを設けることが初めて認められ、実際、折尾愛真対日大三の7回の攻撃終了後に10分間の休憩が行われた。
その後2023年・第105回大会において、原則として5回攻撃終了後の10分間、ベンチ裏の特設クーリングスペースに入り、アイシングマッサージやスポーツドリンクの飲用などでクールダウンをするクーリングタイムが常設されることになった。ただし当日の天候や気温の次第によっては大会本部の判断次第でそれを省略することができる場合もある。
ラグビーユニオン（15人制）の世界選手権・ラグビーワールドカップ2023フランス大会においても、一部のデーゲーム開催で、猛暑の影響があるため、レフリーの判断によるクーリングタイム（原則として前後半それぞれの中盤当たり）が設けられることになった。
テニスにおいては、メルボルンで行われた2014年全豪オープンで、コート上で目玉焼きが焼けるほどの熱さが話題となり、2015年大会からエクストリーム・ヒート・ポリシー（猛暑対策）を導入した。

## 参照
1. ↑  “暑さ対策の給水タイム、今大会初めて実施　３分間中断”.   asahi.com. 2014年6月30日閲覧。
2. ↑  今さら聞けない！？サッカールール「飲水タイムとクーリングブレイク」
3. ↑  “2024シーズンの「飲水タイム」実施ルールについて：Ｊリーグ公式サイト（J.LEAGUE.jp）”. Ｊリーグ.jp（日本プロサッカーリーグ）. 2024年8月21日閲覧。
4. ↑  “初の給水タイム、選手審判グラウンドから全員撤収 - 夏の甲子園 : 日刊スポーツ”. nikkansports.com. 2024年8月21日閲覧。
5. ↑  “選手の体をアイスベスト使い冷却 クーリングタイム、今大会から導入：朝日新聞デジタル”. 朝日新聞デジタル (2023年8月5日). 2024年8月21日閲覧。
6. ↑  “第4試合でクーリングタイム実施せず 今大会初に球場からどよめき - スポニチ Sponichi Annex 野球”. スポニチ Sponichi Annex. 2024年8月21日閲覧。
7. ↑  【ラグビーW杯】フランスでも続く猛暑…週末8試合でウオーターブレークの導入を発表 2023年9月8日 23:59 (スポーツニッポン)
8. ↑  “Novak Djokovic fries an egg on a court at the Australian Open” (May 4th, 2015 publisher=ユーロスポーツ エラー: 日付が正しく記入されていません。（説明）). 2024年8月15日閲覧。